# Al-Adżami
Al-Adżami (arab. العجمي) – wieś w Syrii, w muhafazie Aleppo. W 2004 roku liczyła 385 mieszkańców.